# Wilhelm Bosæus
Wilhelm Birger Bosæus, född 3 mars 1891 i Hovmantorps församling, Kronobergs län, död 15 februari 1975 i Kungsholms församling, Stockholm, var en svensk läkare. Han var far till Björn Bosæus.
Bosæus blev filosofie kandidat 1913, medicine licentiat i Stockholm 1918, medicine doktor i Uppsala 1927 på avhandlingen Beiträge zur Kenntnis der Genese der Ovarialembryome: experimentelle Untersuchungen über parthenogenetische Ovarialgravidität bei Amphibien, docent samma år och laborator 1928 i patologisk anatomi i Uppsala, professor i rätts- och statsmedicin vid Karolinska institutet 1933–1957 och föreståndare för Statens rättsläkarstation i Stockholm 1944–1957. Han var ledamot av Medicinalstyrelsens vetenskapliga råd 1935–58 och Försvarets sjukvårdsförvaltnings vetenskapliga råd 1943–1960. Han författade skrifter i patologi och rättsmedicin.